# Syllides liouvillei
Syllides liouvillei är en ringmaskart som beskrevs av Gravier 1911. Syllides liouvillei ingår i släktet Syllides och familjen Syllidae. Inga underarter finns listade i Catalogue of Life.